# Tmeticus affinis
Tmeticus affinis là một loài nhện trong họ Linyphiidae. Chúng được John Blackwall miêu tả năm 1855.